# 匹茲伯勒 (印地安納州)
匹茲伯勒（英語：Pittsboro）是一個位於美國印地安納州亨德里克斯縣的城鎮。

## 人口
根據2010年美國人口普查的數據，匹茲伯勒的面積為9.67平方千米，當中陸地面積為9.63平方千米，而水域面積為0.04平方千米。當地共有人口2928人，而人口密度為每平方千米303人。